# Conopalpus testaceus
Conopalpus testaceus is een keversoort uit de familie zwamspartelkevers (Melandryidae). De wetenschappelijke naam van de soort werd in 1790 gepubliceerd door Guillaume-Antoine Olivier.